# Distributiecentrum

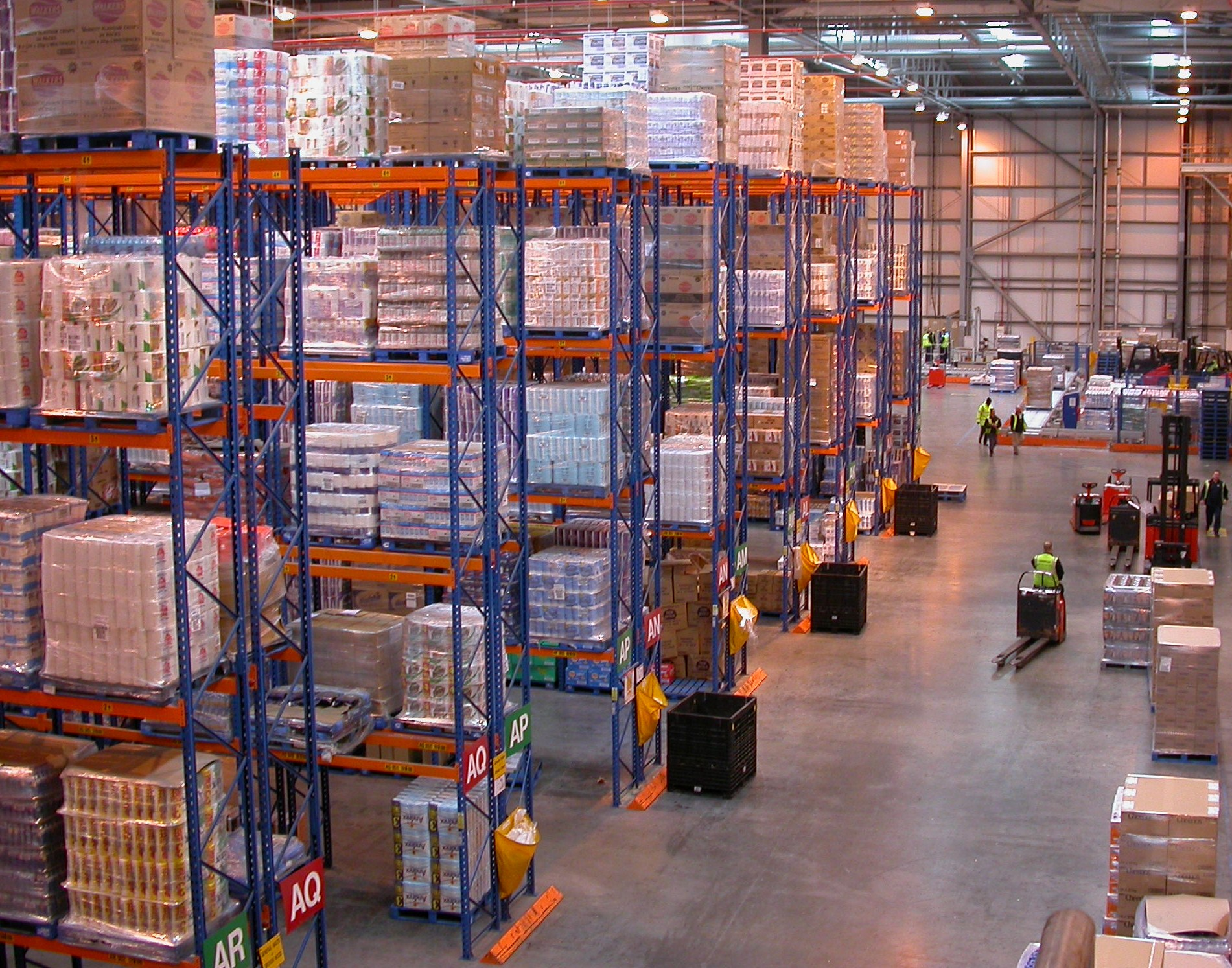
Distributiecentrum van een supermarktketen.

Een distributiecentrum, vaak afgekort tot DC, of verdeelcentrum is een locatie waar een bedrijf de logistiek van goederen heeft geconcentreerd.
Vanuit een distributiecentrum worden goederen ontvangen, verdeeld en vervoerd naar andere locaties. 
Er kan een onderscheid gemaakt worden tussen branche-gerichte distributiecentra en die van bijvoorbeeld buitenlandse multinationals. De laatsten zullen een distributiecentrum in een land openen om van daar uit de producten te distribueren naar het achterland. De dc's die branche-gericht zijn, leveren de producten aan filialen die bij dezelfde organisatie horen. Voorbeelden zijn de dc's van de supermarktketens. 
Bij een inlandterminal is er sprake van een secundair distributieknooppunt, waarbij goederen van het ene transportmiddel naar het andere transportmiddel worden overgeladen en waar vaak distributiecentra zijn geconcentreerd. De functie is vaak hetzelfde als bij mainports, hoewel ze minder belangrijk zijn.

## Ruimtelijk beeld
Door de snelle opkomst van het webwinkelen is in de jaren '10 een nieuw type distributiecentrum ontstaan, dat goederen niet distribueert onder detailhandelaars, maar rechtstreeks uitlevert aan cliënten. Bij het opkomen van deze distributiecentra wordt wel vanwege de kenmerkende bouwstijl in blokvorm gesproken van verdozing van het landschap. Bij die snelle en gefragmenteerde groei van logistiek vastgoed in het Nederlands landschap leidde, vanwege de onvoldoende ruimtelijke regie, tot een advies van het College van Rijksadviseurs in 2019.